# Старий Подлецьк
Старий Подлецьк (пол. Stary Podleck) — село в Польщі, у гміні Бульково Плоцького повіту Мазовецького воєводства.
Населення — 129 осіб (2011).
У 1975-1998 роках село належало до Плоцького воєводства.

## Демографія
Демографічна структура станом на 31 березня 2011 року:
|          | Загалом | Допрацездатний вік | Працездатний вік | Постпрацездатний вік |
| -------- | ------- | ------------------ | ---------------- | -------------------- |
| Чоловіки | 62      | 19                 | 38               | 5                    |
| Жінки    | 67      | 18                 | 35               | 14                   |
| Разом    | 129     | 37                 | 73               | 19                   |